# Symphonie no 6 de Glass
Pour les articles homonymes, voir Symphonie no 6.
La Symphonie no 6 dite « Plutonian Ode » est une œuvre en trois mouvements pour soprano et orchestre composée par Philip Glass en 2001 et basée sur le poème éponyme d'Allen Ginsberg (1978). La symphonie, commandée par le Brucknerhaus de Linz et le Carnegie Hall en l'honneur du 65e anniversaire du compositeur, a été créée le 3 février 2002 au Carnegie Hall par l'American Composers Orchestra sous la direction de Dennis Russell Davies.